# イライザ・マニンガム＝ブラー
マニンガム＝ブラー女男爵エリザベス・リディア・「イライザ」・マニンガム＝ブラー（英: Elizabeth Lydia "Eliza" Manningham-Buller, Baroness Manningham-Buller LG DCB、1948年7月14日 - ）は、イギリスの官僚、政治家。
2002年から2007年にかけてMI5長官を務めた。2008年に一代貴族「マニンガム・ブラー女男爵」に叙され、現在は貴族院議員を務めている。

## 経歴
1948年7月14日、マニンガム＝ブラー準男爵家の嫡男で保守党の政治家であるレジナルド・マニンガム＝ブラー（後の初代ディルホーン子爵）とその妻メアリー・リリアン（第27代クロウフォード伯爵デイヴィッド・リンジーの娘）の間の次女として生まれる。
父レジナルドは1956年に祖父マーヴィンから第4代準男爵位を継承し、政界では保守党の庶民院議員として活躍し、1962年に大法官に就任した際に初代ディルホーン男爵に叙せられて連合王国貴族となり、さらに1964年には初代ディルホーン子爵に叙せられた人物である。
ベネンデン・スクールを経て、オックスフォード大学レディ・マーガレット・ホールで学ぶ。1974年にMI5に入省する前、3年間、ロンドンのクイーンズ・ゲイト・スクール（Queen's Gate school）で教師として働いていた。当初、対ソ防諜を専門とし、ゴルジエフスキー事件にも関係した。後に対テロ部門に異動。ロッカビー事件時、対テロ局長であり、後に連絡幹部としてワシントンに駐在した。
1992年、アイルランド人テロ対策の機能がMI5主管となった。1997年、MI5副長官（外部監視・盗聴担当）に任命された。
2002年10月から2007年4月までMI5の長官（Director General）を務めた。2005年の女王誕生日の記念にバス勲章デイム・コマンダー(DCB)に叙せられた。
MI5長官退任後の2008年6月に一代貴族「ノーサンプトンシャー・カウンティにおけるノーサンプトンのマニンガム・ブラー女男爵」（Baroness Manningham-Buller, of Northampton in the County of Northamptonshire）に叙され、貴族院議員に列した。貴族院内では中立派の議員である。
2014年4月23日、女王エリザベス2世よりガーター勲章勲爵士（LG）に叙せられた。

## 栄典

### 爵位
- 2008年6月2日、マニンガム・ブラー女男爵（連合王国一代貴族）[3]

### 勲章
- 2005年、バス勲章デイム・コマンダー(DCB)[2]
- 2014年4月23日、ガーター勲章レディ・コンパニオン(LG)[5]